# (13376) Dunphy
(13376) Dunphy est un astéroïde de la ceinture principale.

## Description
(13376) Dunphy est un astéroïde de la ceinture principale. Il fut découvert le 15 novembre 1998 à Cocoa par Ian P. Griffin. Il présente une orbite caractérisée par un demi-grand axe de 2,65 UA, une excentricité de 0,15 et une inclinaison de 9,5° par rapport à l'écliptique.

## Compléments